# محمد علاءالدین (بازیکن فوتبال)
محمد علا الدین (انگلیسی: Mohammed Alaaeldin؛ زادهٔ ۲۴ ژانویهٔ ۱۹۹۴) یک فوتبالیست اهل مصر است. که سابقه بازی در رده‌های پایه ملی مصر را دارد.